# Kutyapékség

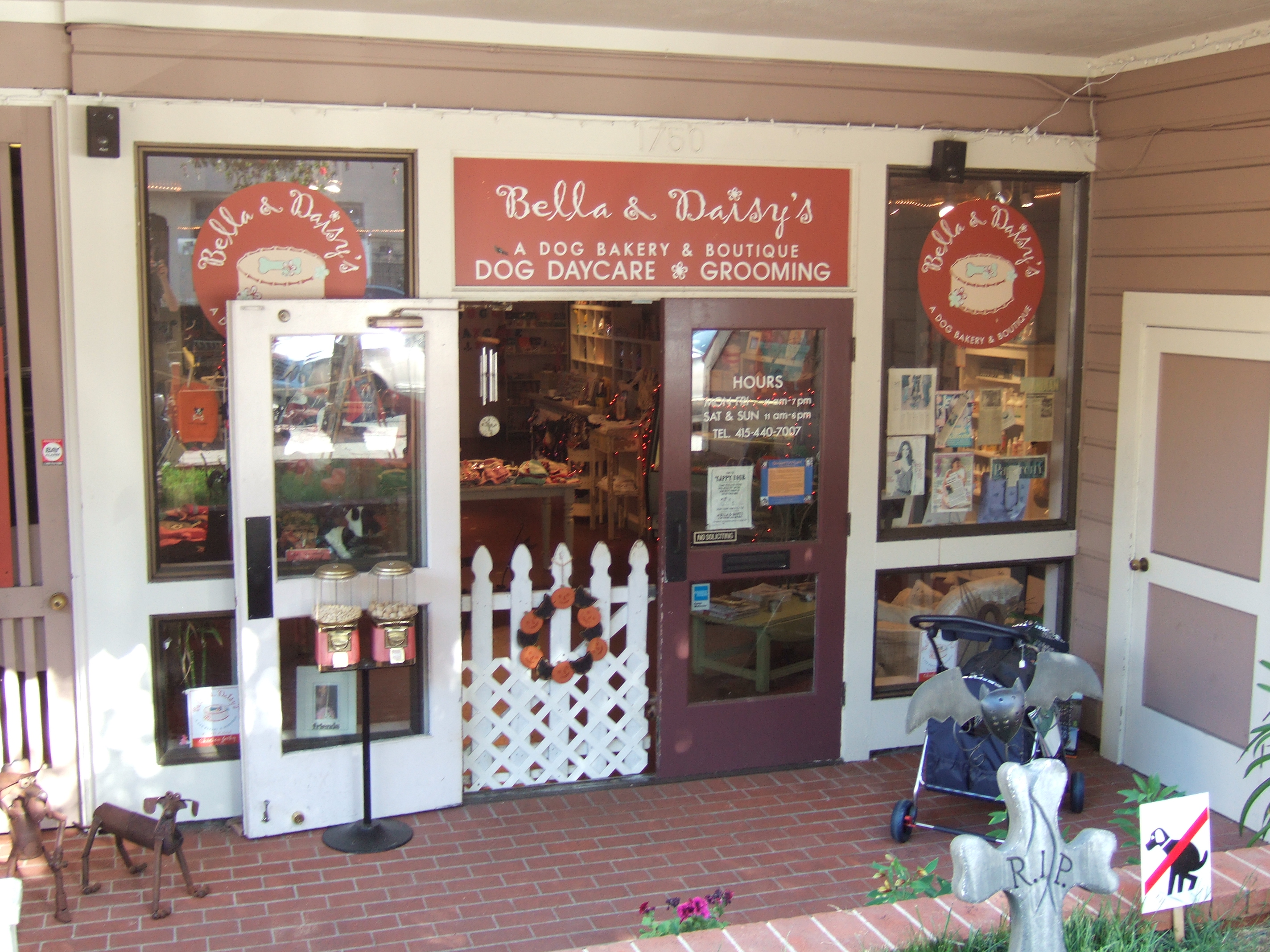
A Bella & Daisy’s Dog Bakery, Boutique, Daycare, and Grooming nevű kutyapékség San Franciscóban.

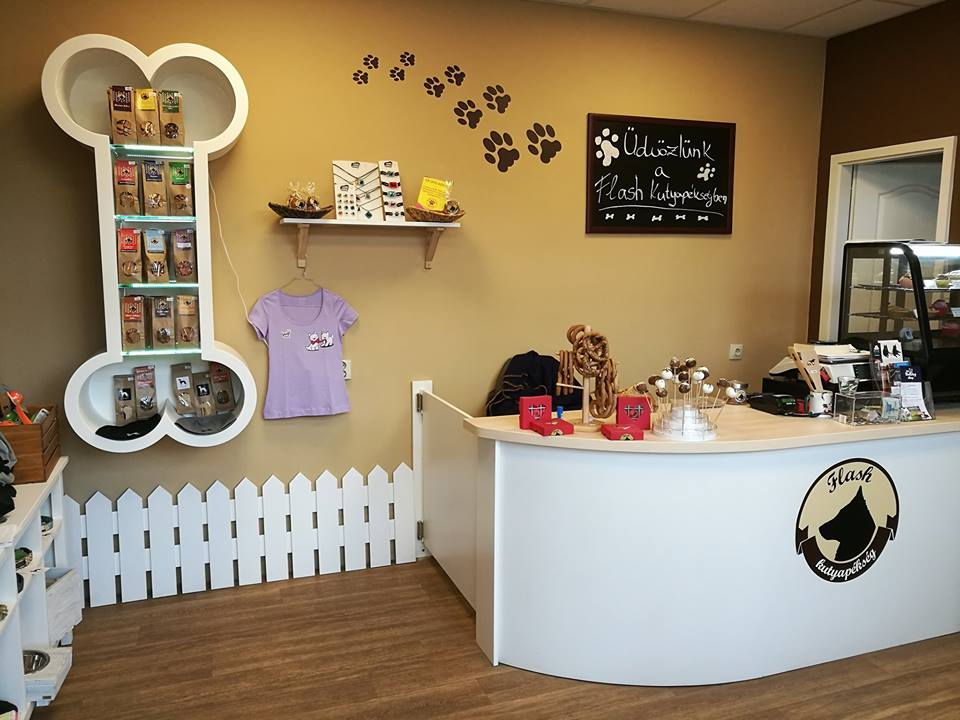
Egy kutyapékség Budán

A kutyapékség egy olyan vállalkozás, mely kifejezetten kutyák számára frissen, kézzel készít/süt és értékesít liszt alapú termékeket, mint pl. a kutyakekszek, torták és más apró sütemények. Egyes termékeiben az allergizáló alapanyagokat kihelyettesítik más, alternatív megoldásokkal, hogy az élvezet továbbra is megmaradjon, de a kutyák egészségét ne veszélyeztesse (pl. a szentjánoskenyérmag lisztje, amely a kutyában azt az érzést kelti, mintha kakaós édességet látna.) A kutyapékségek törekednek arra, hogy áruválasztékukból kiszűrjék azokat az élelmiszereket,a melyeket a kutyák képtelenek megemészteni, és ezáltal megelőzik az egészségük romlását vagy akár az életveszélyes helyzetek kialakulását is. Egészségügyi szempontokat is figyelembe véve születnek meg speciális összetételű jutalomfalatok, mint a rossz szájszag elleni, az ízületeket erősítő vagy a gyomrot nyugtató.

## Története
A világon az első kutyapékséget a Famous Fido kutyapékség nyitotta 1979-ben, Chicagóban. Azóta a világon számos kutyapékség nyílt Európában, Ázsiában és az Egyesült Államokban.